# WTA Challenger de Florianópolis
O WTA Challenger de Florianópolis – ou MundoTênis Open, atualmente – é um torneio de tênis profissional feminino, de nível WTA 125.
Realizado em Florianópolis, na região Sul do Brasil, estreou em 2023. Os jogos são disputados em quadras de saibro durante o mês de novembro.

## Finais

### Simples
| Ano  | Campeã           | Vice-campeã             | Resultado |
| ---- | ---------------- | ----------------------- | --------- |
| 2024 | Maja Chwalińska  | Ylena In-Albon          | 6–1, 6–2  |
| 2023 | Ajla Tomljanović | Martina Capurro Taborda | 6–1, 7–5  |

### Duplas
| Ano  | Campeãs                       | Vice-campeãs                           | Resultado        |
| ---- | ----------------------------- | -------------------------------------- | ---------------- |
| 2024 | Maja Chwalińska Laura Pigossi | Nicole Fossa Huergo Valeriya Strakhova | 7–63, 6–3        |
| 2023 | Sara Errani Léolia Jeanjean   | Julia Lohoff Conny Perrin              | 7–5, 3–6, [10–7] |